# PEPO
PEPO Lappeenranta - beter bekend onder de afkorting PEPO - is een Finse sportclub uit Lappeenranta, een stad vlak bij de Russische grens. Op 12 november 1958 werd de club opgericht. Voetbal is de belangrijkste sport die wordt beoefend, met meer dan vierhonderd spelende leden is het de grootste club van Zuid-Karelië. Er is tevens een ijshockey-afdeling. De traditionele kleuren van PEPO zijn paars-geel. 

## Geschiedenis

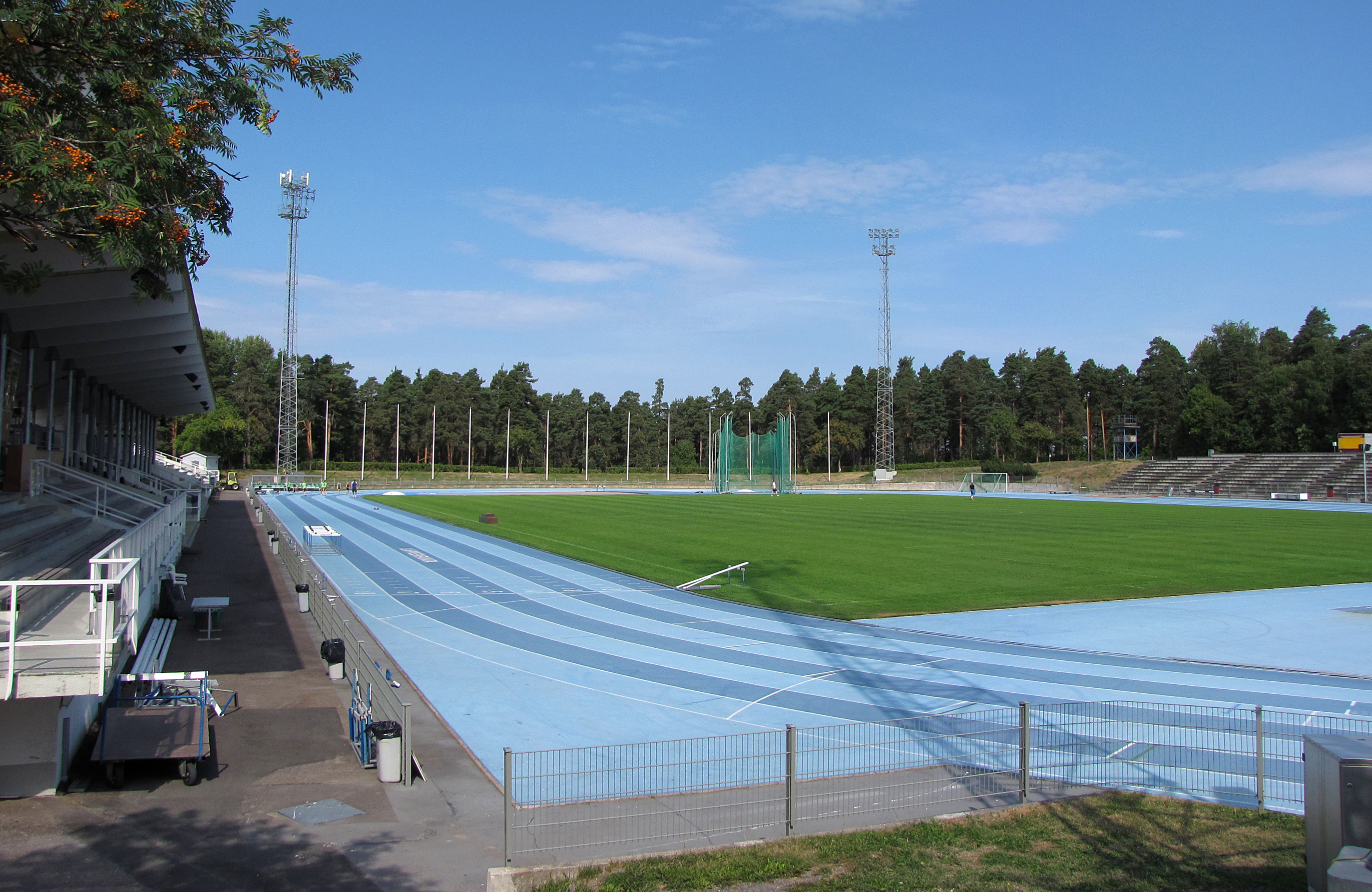
Het stadion van de club

In november 1958 werd besloten dat de naam van de nieuwe sportvereniging Uus-Lavolan Peli-Pojat zou worden. Het standaardelftal speelde vooral in de hogere regionale voetbalreeksen. 
Op 1 januari 2009 fuseerde de club met Rakuunat Juniorit om zo PEPO Lappeenranta te vormen. Het vrouwenelftal van Rakuunat ging ook onder de vlag van PEPO spelen. 
In het seizoen 2021 werd de club weliswaar tweede in de Kakkonen achter kampioen JäPS, maar vanwege de terugtrekking van RoPS uit het profvoetbal mocht PEPO voor het eerst in de geschiedenis promoveren naar de Ykkönen.